# Tití de Madidi
El tití de Madidi (Plecturocebus aureipalatii) és una espècie de mico del Nou Món. Aquest tití fou descobert al Parc Nacional Madidi, a l'oest de Bolívia, l'any 2004.
Aquesta espècie fou descoberta durant una expedició d'investigació promoguda per Robert Wallace, de la Wildlife Conservation Society. L'equip de l'expedició, compost per Annika M. Felton, Adam Felton i Ernesto Cáceres, foren els primers investigadors a filmar i observar aquesta espècie, fins aleshores desconeguda per la ciència. En lloc d'escollir un nom ells mateixos, Wallace, el seu equip i la WCS subhastaren el dret de donar nom a l'animal per aconseguir diners per FUNDESNAP (Fundación para el Desarrollo del Sistema Nacional de Áreas Protegidas), l'organització sense ànim de lucre que manté el Parc Nacional Madidi. GoldenPalace.com, un d'entre una dotzena de postors, pagà 650.000 dòlars perquè l'espècie portés el seu nom (en llatí, aureipalatii significa 'del palau daurat', en anglès Golden Palace).